# Les Coulisses du pouvoir (bande dessinée)
Pour les articles homonymes, voir Les Coulisses du pouvoir (homonymie).
Les Coulisses du pouvoir est une série de bande dessinée policière éditée par Casterman.

## Auteurs
- Scénario : Philippe Richelle
- Dessin : Jean-Yves Delitte (tomes 1 à 6), Philippe Richelle (à partir du tome 7)
- Couleurs : Jean-Yves Delitte (tomes 1 à 3), Benoît Bekaert (tomes 4 à 6), Xiaoyu Zhang (tome 7), Ge Li (tome 8)

## Synopsis
Complots et règlements de compte dans les hautes sphères politiques en Angleterre.

## Albums
1. Mort d'un Ministre, 1999  (ISBN 2-203-35622-7)
2. Au service du Parti, 2000  (ISBN 2-203-35628-6)
3. Cas de conscience, 2001  (ISBN 2-203-35648-0)
4. Vérités, 2002  (ISBN 2-203-35691-X)
5. Enquête à la Commission, 2003  (ISBN 2-203-35707-X)
6. Le dossier Washford, 2004  (ISBN 2-203-39216-9)
7. Disparitions, 2006  (ISBN 2-203-39246-0)
8. Les Prédateurs, 2008  (ISBN 978-2-203-39269-4)

HS. L'Affaire Parkinson, 2003

## Éditeurs
- Casterman : tomes 1 à 4 (première édition des tomes 1 à 4)
- Casterman (collection « Ligne rouge ») : tomes 1 à 8 (première édition des tomes 5 à 8)
- Casterman (collection « Haute densité ») : intégrale petit format des tomes 1 à 4